# Warburgiella hygrophila
Warburgiella hygrophila là một loài Rêu trong họ Sematophyllaceae. Loài này được (M. Fleisch.) M. Fleisch. miêu tả khoa học đầu tiên năm 1923.